# 民俗資料

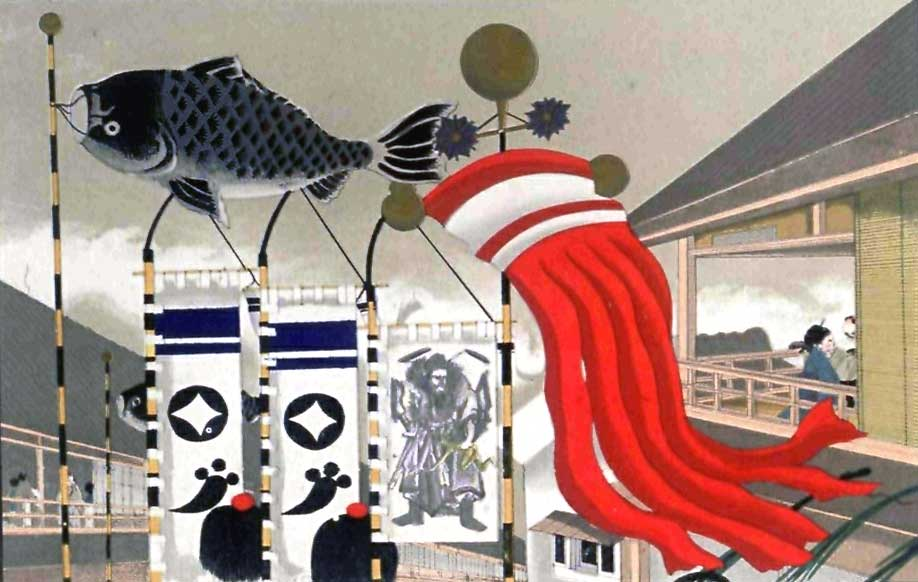
江戸時代末期の鯉のぼり（1867年）

民俗資料（みんぞくしりょう、英語: folk material, folklore data）とは、民俗学の基本となる資料で、風俗・習慣・伝説・民話・歌謡・生活用具・家屋など古くから民間で伝承されてきた資料を指す。伝承資料あるいは単に伝承（folklore）ということもある。民俗採集をはじめとするフィールド・ワークや文献調査などによって得られ、庶民の物質生活・精神生活の推移や変遷を理解するために必要な資料である。
なお、かつては現在の文化財保護法における民俗文化財のことを「民俗資料」と称した一時期があった。

## 概要
「民俗資料」の語がはじめて用いられたのは、柳田國男の1933年の講演からであり、文献では『民間伝承論』（1934年）、『郷土生活の研究法』（1935年）から示される。
ここで、柳田は「民俗資料」という用語を「郷土史の新史料＝民間伝承の採集記録」という意味で用いている。また、折口信夫は、「民俗資料」について、1.周期伝承（年中行事）、2.階級伝承（老若制度・性別・職業・生得による区別）、3.造形伝承、4.行動伝承（舞踊・演劇）、5.言語伝承（諺・歌謡・伝説説話）の5分類を提示している。第二次世界大戦後、「民間伝承」という言葉にかわって「民俗」という言葉が普及すると「民俗資料」の語も幅広く使われるようになった。これとともに「民俗資料」の指し示す内容も単に民俗（民間伝承）の採集記録にとどまらず、民具など有形の資料（有形民俗資料）をも含めるようになった。
1950年（昭和25年）に制定された文化財保護法では、従来の古器旧物や記念物を総称して文化財と名づけ、「有形文化財」「無形文化財」「史跡名勝天然記念物」の3種とし、そのうちの有形文化財の一つとして「建造物」や「絵画」などとならんで「民俗資料」を位置付け、民俗資料に対しても国家の保護・保存の措置を講ずることとした。文化財保護法の1954年（昭和29年）の改正にて、民俗資料を有形文化財から分離するとともに、民俗資料の具体的な概念・定義が法令上なされ、有形の民俗資料のうち特に重要なものは「重要民俗資料」として指定して、重要文化財に準じて国家的保護を与えることとなった。また無形の民俗資料も保護の対象となり、合せて「重要民俗資料指定基準」が告示された。
1954年改正の文化財保護法では、「衣食住、生業、信仰、年中行事等に関する風俗慣習およびこれに用いられる衣服、器具、家屋その他の物件で我が国民の生活の推移の理解のため欠くことのできないもの」を民俗資料と規定していた（民俗文化財としての指定等で後述）。
「重要民俗資料」の存在は、民俗資料の少なくとも一部は文化財として後世に伝えるべきものであるという社会的認知を広める結果となった。1975年（昭和50年）の文化財保護法改正時には従来の「民俗資料」の語は「民俗文化財」に改められ、以後、法令上は「民俗文化財」の語が使用されている。

## 民俗資料のいろいろ

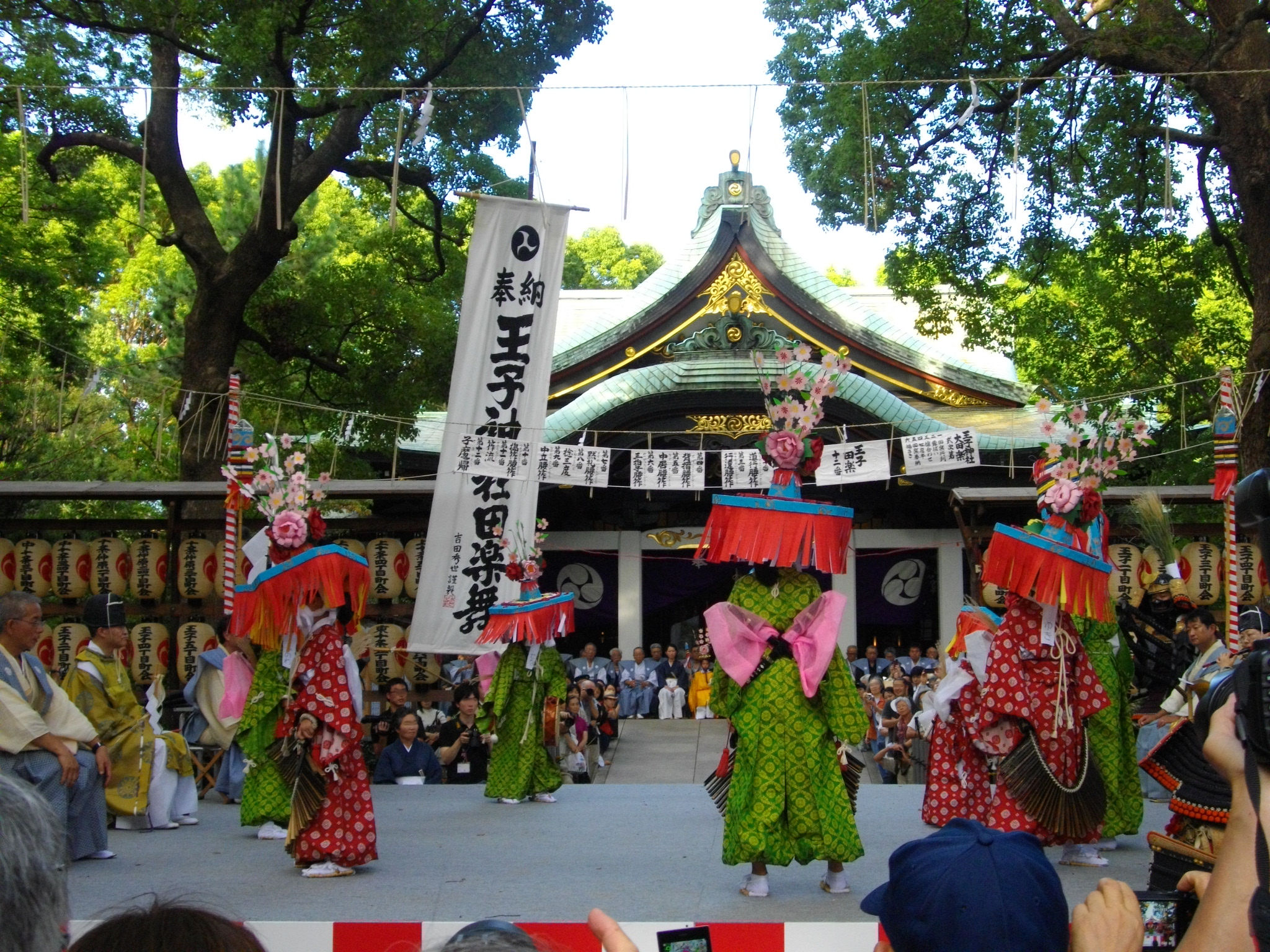
東京・王子田楽（2014年）

民俗学研究における基本資料である「民俗（folklore）」は民間伝承とも呼ばれ、人びとが文字を仲立ちとせず先祖から受け継いできた、日常生活のうえで無意識のうちに繰り返される生活様式や技術、さらにこれらを支える思考様式のすべてを意味する。具体的には、以下のように、さまざまな伝承資料が民俗資料とされる。
- 生活をあらわすもの（衣食住・民家、輸送・運搬、冷暖房、農具、さまざまな民具）
- 風習をあらわすもの（家族制度、社会制度、通過儀礼、社会集団、生業・産業、年中行事、まつり、遊技・競技・娯楽、場の限定された語彙や言葉遣い（方言・俗語・隠語）、禁忌、農事暦）
- 信仰をあらわすもの（来訪神、境界神、憑依神、歳神、他界観・死生観、神観念、聖地・祭祀空間、霊魂と来世、妖怪変化、予兆と卜占、護符・お札、託宣、魔術、病気と民間療法）
- 説話・歌曲・俗諺（神話・伝説・御伽話、俗曲・俗謡、ことわざ・謎、民俗語彙、諺詩・俚諺）
- 民俗芸能（田楽・猿楽、神楽、ささら、風流、延年、祝福芸およびそれらに使われる仮面や道具など）

何を「民俗」とするかについては、さまざまな議論がある。たとえば民俗を過去の生活や意識の残存とみなして、それらが過去にどのような意味をもっていたのかを明らかにしようとする立場もあれば、民俗は現在にも特定の機能を有し続けているのであり、現実社会における意義を考えようとする立場などがある。

## 民俗資料の分類
柳田國男は『民間伝承論』（1934年）のなかではじめて民俗資料の分類を提示している。それによれば、
1. 目に映ずる資料＜体碑＞…たとえば研究者が旅行の途中でも観ようとすれば可能な、形をとった事物行為伝承
2. 耳に聞こえる言語資料＜口碑＞…多少とも地元の言葉に通じて、耳を働かさなければつかみ得ない口頭伝承
3. 心意感覚に訴えてはじめて理解できる資料＜心碑＞…旅人ではつかむことの不可能な、同郷人、同国人の感覚によらなければ理解できない類の心意伝承

という三分法の類別を提示しており、さらにこれを、1.有形文化・生活技術誌―旅人の学、2.言語芸術・口承文芸―寄寓者の学、3.生活解説・生活観念・生活の諸様式―同郷人の学、というふうに趣旨説明している。これはまた、資料蒐集の場面に即しての類別と捉えることもできる。
ついで『郷土生活の研究法』（1935年）では、
第一部、有形文化
(1)住居、(2)衣服、(3)食物、(4)交通、(5)労働、(6)村、(7)連合、(8)家、(9)親族、(10)婚姻、(11)誕生、(12)厄、(13)葬式、(14)年中行事、(15)神祭、(16)占法、(17)呪法、(18)舞踊、(19)競技、(20)童戯と玩具
第二部、言語芸術
(1)新語作製、(2)新文句、(3)諺、(4)謎、(5)唱えごと、(6)童言葉、(7)歌謡、(8)語り物と昔話と伝説
第三部、心意現象
(1)知識、(2)生活技術、(3)生活目的
として、三分類におけるそれぞれの内容を示している。
柳田による分類は、その後の研究に大きな影響を及ぼしたが、資料分類に関しては論者の数だけ分類法があるといっても過言ではない。

## 民俗資料の収集方法
- 歴史的・過去的資料

1. 記録資料（陳述的資料）
2. 造形物資料（物的資料）

- 現地的・現在的資料

1. 直接的資料（観察による資料）
2. 間接的資料（面接聴取による資料）
3. 測定的資料（用具による実験にもとづく資料）

竹内利美は、民俗資料を主に供給源から考慮して、上のように分類している。そのうち、「造形物資料」は実物そのものが残存するもので、記録資料にくらべ直接的であり、確実性と具象性を有するものであるが、それ自体としてはその意味を説明するところがないのに対し、「記録資料」は過去の事実そのものは伝存しないが、文字などを通じて過去の事物を説明し叙述するものである。ただし、両者ともその伝存は偶然的・限定的なものであり、記録資料の場合は、歴史学における文献資料同様、その来歴を批判して資料的価値を弁別する手順（いわゆる史料批判）が重要になる。
現地的・現在的資料については、対人交渉を通じて、調査研究者が、特定の目的に応じて一定の社会的事実を取捨選択して構成していかなくてはならない。選択の基準はそれぞれの学問的立場や問題意識に応じて異なるが、その収集・構成の方法や技術に関しては、共通となる規準の設定が可能であり、また必要でもある。いわゆる「社会調査の方法体系」がそれである。これをもとにこれまで数多くの民俗調査がおこなわれてきた。

## 民俗資料の特質
民衆の伝統的な文化を、文献以外の民間伝承や生活用具・民家などを通じて研究する民俗学は、資料のうえでも方法のうえでも考古学との共通点が多いことが指摘されている。また、民俗資料は、上述したように、権力側・知識人側・中央・貴族・官僚・男性側・成人に片寄りがちな文献資料の欠点や限界を補い、風土や生活・生業の多様性を視野に収めた、歴史事象の総合的な理解に資するところがきわめて大きい。民俗学・考古学・歴史学のいっそうの協力が求められるゆえんである。
また、上述の柳田の認識にしたがうならば、文献中心主義的な歴史研究においては、典拠とする史料そのものに偏りが生まれるのは避けられないのであり、それゆえ、公文書などに示された一揆や災害とかかわる民衆の姿をそこで確認できたとしても、「常民」の生活文化総体は決してみえてこないのである。常民の生活文化史の解明にとっては、文献資料にのみ依拠することには限界と危険がともなうのであり、ここに民俗採集を始めとするフィールドワークによる民俗資料の収集を重視する理由がある。

## 歴史資料としての民俗資料

### 民俗資料と文献記録、考古資料
文献記録は、往々にして特殊な歴史事象について多く語りすぎる傾向にある。そこでの資料特性、およびそれから構築され、叙述される歴史学の特徴としては、「歴史における一回性」ということが掲げられる。それに対し、普通の人間が毎日繰り返してきたような、平凡な、しかし普遍的な営みについて詳しく伝えようとする文献記録は、きわめてまれである。したがって普通の人間（これを柳田國男は「常民」common peopleと呼称する）が繰り返してきた日常生活の変遷を知るためには、どうしても考古資料や民俗資料にたよらなくてはならない。ここで求められているのは、「歴史における反復性」ということである。
考古資料は、考古遺物や考古遺跡などの「モノ資料（実物資料）」であり、みずから意識して語りかけようとしないところに客観性があると言える。それに対し、文献記録は、どうしても主観的、恣意的にならざるをえない。
その点、民俗資料には「有形民俗資料」と「無形民俗資料」があり、前者は考古資料につらなり、後者は文献記録につらなる。さらに後者は、口頭伝承（説話・歌謡など）と行為伝承（行事・風習など）に分類することができる。
口頭伝承は言語を媒介とするものであるが、その言語を文字で表記すると文献になる。しかし、すべてが文献になるのではなく、上述したように、むしろ特殊な事象のみが記録化されてきたにすぎない。こんにち、口頭伝承、行為伝承ともにあらためて記録しようという気運が生じ、実際に膨大な量のそれが紙媒体や映像媒体に記録されているが、ひとつには、これらの伝承が生活における近代化、欧米化、産業化あるいは都市化などの諸現象によって失われるのではないかという危機感の現れでもある。また、実際に失われてもいる。そしてなぜ、これらが過去において記録化されなかったかについては、種々の理由がある。これらの伝承が、常にときの為政者の関心外にあったこと、文字を使いこなす能力が社会にひろく行きわたっていなかったこと、そして一部に、文字で表記してはならないという禁忌の思想があったことも理由として掲げられる。
柳田國男は、前掲『郷土生活の研究法』のなかで、
と述べている。

### 民俗資料と歴史学
和歌森太郎の『柳田国男と歴史学』（1975年）によれば、民俗学の祖といわれた柳田國男の問題意識と関心は、実は、常に歴史学と歴史教育にあったことが記されている。本書では、柳田が長野県東筑摩郡教育会で「青年と学問」と題して講演した際に「自分たちの一団が今熱中している学問は、目的においては、多くの歴史家と同じ。ただ方法だけが少し新しいのである」と述べたことが紹介されている。そして、「日本はこういうフォークロアに相当する新しい方法としての歴史研究をなすには、たいへんに恵まれたところである」としている。たとえば、ヨーロッパでは千年以上のキリスト教文明と民族大移動、そしてまた近代以降の機械文明の進展のため、フォークロア（民間伝承あるいは民俗資料）の多くが消滅ないし散逸してしまっているのに対し、日本ではそのようなことがなく、現実のいたるところに往古の痕跡がのこっているというのである。
言い換えれば、日本にはフォークロアを歴史資料としてゆたかに活用できる土壌があるということであり、日本民俗学は、このような民間伝承の歴史研究上の有効性を前提として構築され、発展してきたとみなすことができる。
一方、文献史学においては、かつて唯物史観が歴史学界の主流となるなかで、民俗学を、確固とした理論的支柱も持たず方法論的にも未熟だとして軽蔑する気風が強かったが、1980年代を境に大きく変化してきた。このような動向はおもに網野善彦らをはじめとする日本中世史の分野から広がりはじめ、天皇権力の本質、女性の役割、一揆や徳政の意味、領主と領民の関係など、従来、歴史学で見過ごされ、避けられてきたテーマや表面的ないし図式的理解にとどまってきた領域において、数々の新しい事実の掘りおこしや位置づけ、解釈の変更がなされるようになった。
これらは、今まで看過されてきた図像資料に光を当てたり、考古資料に目を向けたりしたものであったが、その背後には文献資料のもつ特質や限界性に対する意識があったものと見なすことができる。こんにちでは、民俗資料や歴史的景観のなかに、文献資料をとりまく多種多様な情報が残されており、これら伝承された諸資料が文献資料に対しても血肉を与え、場合によっては、それを生き生きとよみがえらせるものであると高く評価する歴史家も増えてきている。これはまた、歴史学全体における関心の所在が、かつては社会経済史に片寄りがちであったのに対し文化史への関心が高まったこととも軌を一にしている。

### 民俗資料の活用
民俗資料の活用が物をいうのは、特に芸能史や村落史の分野である。中世や近世における芸能を理解するために、いま伝承される民俗芸能が役立つことは当然であるが、中世村落における宮座や農事組織が、現代に伝わるそれと深い連関をもつことがあり、荘園を踏査しようとする際には、こうした民俗資料にも目配りを忘れてはいけない。地名や農業用水・鎮守社などに関する口承も重要な歴史資料となる。
笠松宏至が折口信夫の万葉集研究に着想を得て「徳政令」の新解釈に至ったように、民俗学の先駆者の著作に目を通しておくことによって豊かな歴史像を描くことができる場合も少なくない。
なお、民俗資料は、考古資料が埋蔵文化財として法的に認定される際の参考資料ともされている。1998年（平成10年）9月29日付文化庁次長による都道府県教育委員会教育長あての「埋蔵文化財の保護と発掘調査の円滑化等について（通知）」には、「埋蔵文化財として扱う範囲の一基準の要素」として、「遺跡の時代・種類を主たる要素とし、遺跡の所在する地域の歴史的な特性、文献・絵図・民俗資料その他の資料との補完関係、遺跡の遺存状況、遺跡から得られる情報量等を副次的要素とする」よう指示する文言を含んでいる。

## 教具としての民俗資料

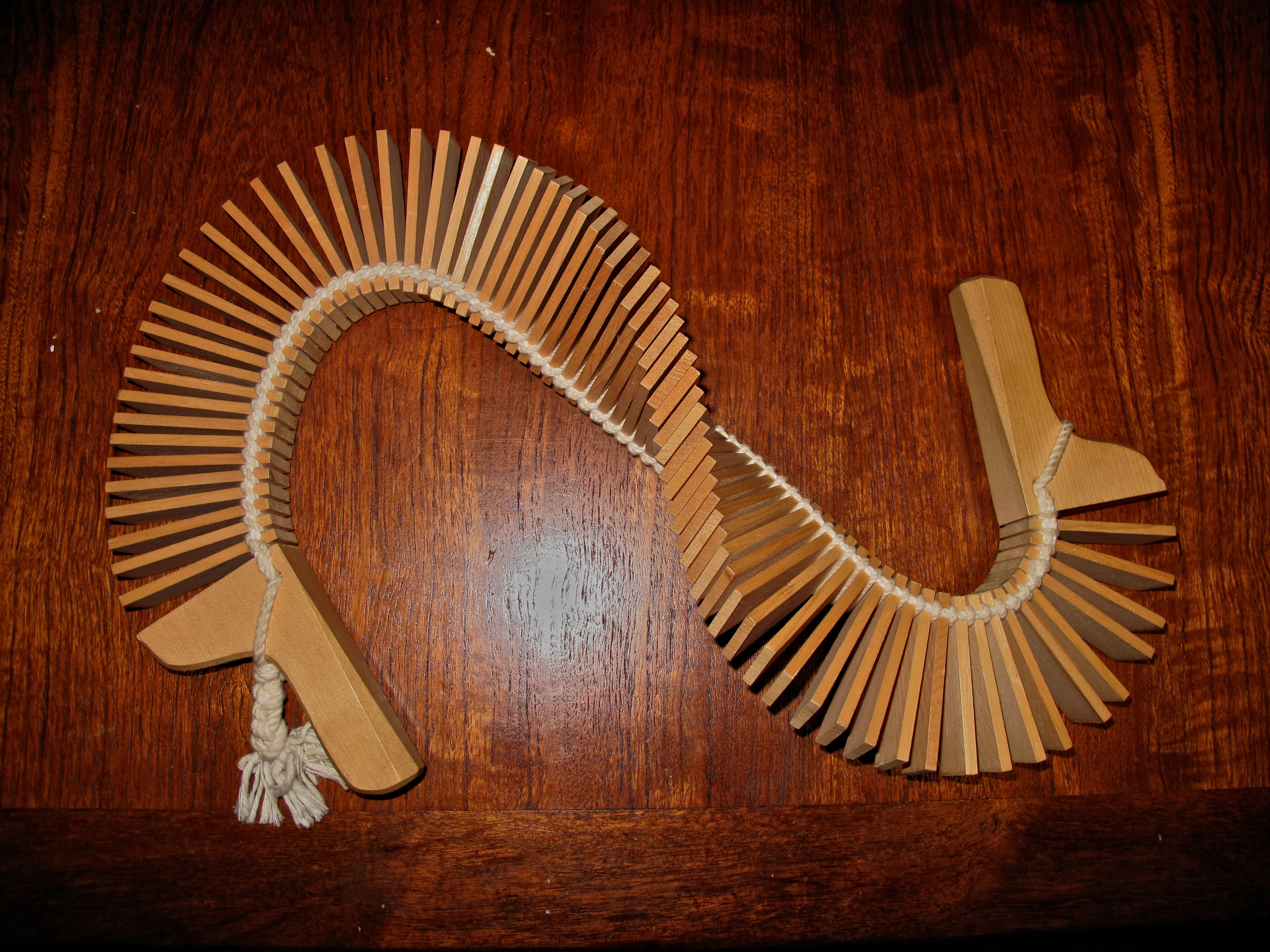
びんざさら

歴史教育や民話、古典文学などの理解のため、教具としての民俗資料を蒐集している地方公共団体もある。神奈川県横須賀市は、そうした一例であり、寺子屋師匠用の机、本箱、幻灯機、蓄音機、大そろばん、木銃（ぼくじゅう）、火のし、こて、炭火アイロン、針箱、火打道具、燭台、吊行燈、吊ランプ、手さげ火鉢、湯たんぽ、皿鉢（さはち）、薬研、こんろ、弁当入れ、柄鏡、自在鈎、たらい、行李、矢立、座繰機、木槌、千歯扱、しょいた、墨壺、かんな、銅鑼、桿秤などを蒐集し、学校への貸し出しなどをおこなっている。

## 民俗資料学
神奈川大学の大学院には、日本で唯一の歴史民俗資料学研究科があり、博士前期課程と博士後期課程を有する。教授として活躍した、あるいは活躍中の人物としては、中村政則や福田アジオらがいる。
また、同大学には、日本常民文化研究所が附設されている。これは、民俗学者渋沢敬三が1921年に創立したアチック・ミューゼアム・ソサエティを母体として設立された研究機関であり、1982年より同大学の附属機関となった。日本の民衆文化や庶民の生活を調査する機関として研究者の間で高い評価を受けており、民俗学者宮本常一や歴史学者網野善彦らが活動の拠点とした場としても知られている。

## 民俗文化財としての指定等
日本では、民俗資料のうち、とくに資料性が高く、保存措置が必要だったり、あるいはまた保存のための措置や施策が功を奏すると期待されるものを重要有形民俗文化財あるいは重要無形民俗文化財として指定し、国が文化財保護行政の一環として保護をおこなっている。都道府県や市町村もまた、それぞれ民俗文化財の指定をおこなっている。
また、国または地方公共団体の指定を受けていない、主に近代以降の生活文化財等の有形の民俗文化財のうち、保存と活用が特に必要なものを登録有形民俗文化財としており、国が登録を行っている。無形の民俗文化財については、「重要無形民俗文化財以外の無形の民俗文化財で、芸能変遷の過程や地域的特色を示す民俗芸能や、我が国民の基盤的な生活文化の特色を示すもので典型的な風俗慣習のうち重要なもの」について文化庁長官が記録作成等の措置を講ずべき無形の民俗文化財（通称「選択無形民俗文化財」）として選択し、地方公共団体の行う調査事業や記録作成の事業に助成を行っている。
現行の文化財保護法では、民俗文化財については、第2条第1項第3号において「衣食住、生業、信仰、年中行事等に関する風俗慣習、民俗芸能、民俗技術及びこれらに用いられる衣服、器具、家屋その他の物件で我が国民の生活の推移の理解のため欠くことのできないもの」と規定している。これは、1954年改正時に「民俗資料」が「有形文化財」から独立して定義された際に「風俗慣習」が用いられ、その後「民俗芸能」については1975年改正時に、「民俗技術」については2004年改正時に、それぞれ付け加えられたものである。

## 民俗資料関連施設
- 国立歴史民俗博物館（千葉県佐倉市）
- 国立民族学博物館（大阪府吹田市）

### 民俗資料記録・研究施設
- 民俗資料記録局（ヘルシンキ）
- 日本常民文化研究所（横浜市神奈川区）
- 一芦舎（岩手県滝沢市）

#### 民俗資料収集・記録を行っている大学・関係機関
大学系の調査・収集機関としては、上記日本常民文化研究所が神奈川大学に設置されているほかは、國學院大學・成城大学・中央大学の3大学の研究会が有名だった。その他の大学にも同様の機関がある（東洋大学、専修大学、東京女子大学、駒澤大学など）。これらの団体はほとんどが学生サークルの形を採っており、調査・収集を行っているのも学生であることが多いが、高度な内容を維持し、いずれも高い評価を得ていて、民俗学界において重要な地位を占めている。また、学術面はもちろん、学生や研究者の教育養成、文化財保護、地域振興など多面的な役割を担っている。しかし近年は会員数の減少に悩んでいる団体が多く、最近の里山ブームや、テレビ番組「ザ!鉄腕!DASH!!」の中で山村生活を体験するコーナーであるDASH村が人気を得たことなどから多少の盛り返しがあるも、解散や活動縮小をする団体が多くなっている。収集された記録、資料は1次資料として民俗学界にとって貴重な存在であり、被調査地にとっても文化財保護的、社会教育的に貴重とされる。これらの団体の調査により、日本国内においてはほぼ全国に民俗学的視点の学術調査が入っていることになる。
- 國學院大學民俗学研究会‐1951年に民俗学者井之口章次（当時國學院大學教授）により設立された、文化団体連合会に属する國學院大學の学生による研究会[注釈 6]。サークル活動という形を採ってはいるが、正課授業や大学院とも連携し、研究発表など高度な活動が行なわれている。OBには民俗学者も多く、学術研究的内容が強い。ゼミ活動のほか年2回の民俗採集を行い、その調査報告書『民俗採訪』を発行している。長年にわたり定期刊行されている調査報告としてはほぼ唯一の報告書であり、少ない会員数でありながら聞き書き中心の内容はレベルも高く、評価も高い。多くの論文などで引用され、一部は復刻版も出版されている。民俗採訪という術語は、この研究会で使われていたものが広まったもの。現在の指導者は小川直之同大教授。國學院大學で行なわれることも多い日本民俗学会の集会（談話会、年会と呼ばれる）では、同大学で開催される際は研究会の会員が準備や補助に当たることも多い。
- 成城大学民俗学研究会‐学生によるサークル活動。
- 成城大学民俗学研究所‐柳田國男の蔵書の寄贈を受け創設された。
- 中央大学民俗研究会‐1962年に民俗学者大間知篤三が創設した中央大学関係者による研究会。通称中大民研。機関誌は民俗採集の報告書『常民』。宮本常一の指導を受け、その調査手法を継承する数少ない団体の一つだった。民俗採集に主眼を置いた活動で、調査技術レベルは学界でも屈指の高さだった[注釈 7]が、大学から形式上学生サークルとして扱われていたため活動に限界が生じ、2007年に解散した。後継団体はなく、調査技術は失われ、所蔵していた膨大な資料も廃棄され現存しない[注釈 8]。大学関係の機関だが研究者養成の性格を持たず、地方学会の位置付けだった。大間知、宮本をはじめ歴代の学術指導者は、活動が実質停止していた解散時に至るまで例外なく資料収集実務に精通した民俗学者ではあるが、いずれも中央大学の教員ではなく、研究会と大学の関係が垣間見える。同研究会解散により、測量などの民俗採訪技術の一部が民俗学界内だけでは調達できなくなった。
- 筑波大学
- 近畿大学民俗学研究所

なお民俗資料の収集、記録、調査報告は、地方学会と呼ばれる各地域の学会、研究会でも盛んに行なわれている。

### 民俗資料収蔵施設
- ノースアジア大学総合研究センター雪国民俗館（秋田県秋田市）
- 三木家住宅（兵庫県福崎町）
- 田苑酒造（鹿児島県薩摩川内市）

### 民俗資料展示施設
| - 萱野茂二風谷アイヌ資料館（アイヌ民具、チセ） - 二風谷アイヌ文化博物館（アイヌ民具） - 札幌市アイヌ文化交流センター（複製アイヌ民具） - 花巻歴史民俗資料館（こけし、はなまき人形） - 碧祥寺博物館（またぎ資料、まるきぶね他） - 致道博物館（庄内地方の民俗関連資料、藩校関連資料） - 奥会津博物館（奥会津の山村生産用具及び民家（馬宿）） - さいたま市立岩槻郷土資料館（岩槻地域の民具） - 日本民藝館（柳宗悦、民芸品） - 日本民家園（農具、生活用具、民具） - ミュージアム江戸民具街道（灯火具中心） - 森の民話館 （農具・民具、民話のビデオ上映） - 安曇野市豊科郷土博物館（安曇野の郷土民具） | - 石川県立伝統産業工芸館（石川県の伝統工芸品が主） - 石川県立白山ろく民俗資料館（出作り等民俗資料全般のほか屋外の民家展示） - 神戸市立農業公園（民具） - 村岡民俗資料館まほろば（農具・灯火具・紡織具ほか民具） - 兵庫県立木の殿堂（木製の民具、世界の大工道具、復元民家） - 福崎町立神崎郡歴史民俗資料館（生活用具、農具などの民俗資料） - 香寺民俗資料館（民具、民俗資料） - 赤穂市立民俗資料館（趣味娯楽、民具、食生活用具、桶屋道具、人の一生、雛飾り、農耕・生産用具等） - 和歌山県立紀伊風土記の丘（民具、民俗資料） - 倉敷民藝館（世界の民芸品） - 丸亀市立資料館（うちわ、民具） - 島原城（民具） - アルラタン博物館（南仏アルル地方の古民具） |